# Продуктивність виймальної машини
Продуктивність виймальної машини (англ. productivity of a mining machine, нім. Gewinnungsmaschinenproduktivität f) — кількість (в тоннах або в м3) відділеної з допомогою виймальної машини від вугільного, рудного або породного масиву гірничої маси за одиницю часу.

## Загальний опис
Розрізнюють теоретичну, технічну і експлуатаційну продуктивність.
Теоретична (або хвилинна) продуктивність встановлює кількість відділеної гірничої маси, як правило, протягом хвилини при безперервній роботі машини по виїмці. Максимально можлива теоретична продуктивність машини в конкретних умовах експлуатації відповідає реалізації максимальних режимних параметрів, що допускаються відповідними обмежуючими чинниками.
Технічна продуктивність дорівнює кількості відділеної гірничої маси, як правило, протягом години з урахуванням зупинок при виїмці, зумовлених необхідністю виконання інших технічних операцій (усунення відмов, різні допоміжні операції), органічно властивих виймальній машині і технологічній схемі її роботи.
Експлуатаційна продуктивність визначає кількість відділеної гірничої маси за годину, зміну або добу з урахуванням зупинок при виїмці, зумовлених як необхідністю виконання інших вище вказаних технічних операцій, так і внаслідок причин, що не залежать від конструкції виймальної машини (відсутність порожняка або електроенергії, організаційні неполадки тощо).